# Хокей на зимових Олімпійських іграх 2022 — склади (чоловіки)
У цій статті наведено склади збірних країн, що брали участь у турнірі з хокею серед чоловіків на зимових Олімпійських іграх 2022.
Вік і клуби подано станом на день початку турніру, 9 лютого 2022 року.

## Група A

### Канада
25 січня 2022 року Федерація хокею Канади офіційно оголосила склад збірної з 25-ти хокеїстів. До складу збірної входять: 14 нападників (Н), 8 захисників (З) і три воротарі (В).
Головний тренер: Джеремі Коллітон
| №  | Поз. | Ім'я             | Зріст  | Вага  | Дата народження                  | Команда               |
| -- | ---- | ---------------- | ------ | ----- | -------------------------------- | --------------------- |
| 1  | В    | Девон Леві       | 1,83 м | 84 кг | 27 грудня 2001 (вік 20 років)    | Northeastern Huskies  |
| 3  | З    | Брендон Гормлі   | 1,88 м | 89 кг | 18 лютого 1992 (вік 29 років)    | Локомотив (Ярославль) |
| 7  | Н    | Деніел Карр      | 1,83 м | 88 кг | 1 листопада 1991 (вік 30 років)  | Лугано                |
| 9  | Н    | Корбен Найт      | 1,85 м | 89 кг | 10 вересня 1990 (вік 31 рік)     | Авангард (Омськ)      |
| 10 | Н    | Бен Стріт        | 1,83 м | 86 кг | 13 лютого 1987 (вік 34 роки)     | Ред Булл (Мюнхен)     |
| 11 | Н    | Джек Макбейн     | 1,91 м | 91 кг | 6 січня 2000 (вік 22 роки)       | Boston College Eagles |
| 12 | Н    | Ерік Стаал (C)   | 1,93 м | 88 кг | 29 жовтня 1984 (вік 37 років)    | Айова Вайлд           |
| 15 | Н    | Адам Тамбелліні  | 1,93 м | 88 кг | 1 листопада 1994 (вік 27 років)  | Регле                 |
| 19 | Н    | Ерік О'Делл      | 1,83 м | 93 кг | 21 червня 1990 (вік 31 рік)      | Динамо (Москва)       |
| 20 | З    | Алекс Грант      | 1,91 м | 95 кг | 20 січня 1989 (вік 33 роки)      | Йокеріт (Гельсінкі)   |
| 22 | З    | Овен Пауер       | 1,98 м | 97 кг | 22 листопада 2002 (вік 19 років) | Michigan Wolverines   |
| 23 | З    | Тайлер Вотерспун | 1,88 м | 94 кг | 12 березня 1993 (вік 28 років)   | «Ютіка Кометс»        |
| 26 | Н    | Денієл Винник    | 1,88 м | 95 кг | 6 березня 1985 (вік 36 років)    | Серветт (Женева)      |
| 27 | Н    | Адам Крекнелл    | 1,91 м | 95 кг | 15 липня 1985 (вік 36 років)     | Bakersfield Condors   |
| 32 | Н    | Мейсон Мактавіш  | 1,86 м | 94 кг | 30 січня 2003 (вік 19 років)     | «Гамільтон Бульдогс»  |
| 37 | З    | Мет Робінсон     | 1,75 м | 82 кг | 20 січня 1986 (вік 36 років)     | СКА (Санкт-Петербург) |
| 39 | Н    | Лендон Ферраро   | 1,83 м | 80 кг | 8 серпня 1991 (вік 30 років)     | Кельнер Гайє          |
| 44 | З    | Марк Барберіо    | 1,85 м | 94 кг | 23 березня 1990 (вік 31 рік)     | Ак Барс (Казань)      |
| 51 | Н    | Давід Деарне (A) | 1,70 м | 80 кг | 14 вересня 1986 (вік 35 років)   | Фрібур-Готтерон       |
| 56 | З    | Максим Норо (A)  | 1,80 м | 89 кг | 24 травня 1987 (вік 34 роки)     | ЦСК Лайонс            |
| 60 | З    | Джейсон Демерс   | 1,85 м | 88 кг | 9 червня 1988 (вік 33 роки)      | Ак Барс (Казань)      |
| 80 | В    | Едвард Паскуале  | 1,91 м | 99 кг | 20 листопада 1990 (вік 31 рік)   | Локомотив (Ярославль) |
| 90 | В    | Метт Томкінс     | 1,91 м | 88 кг | 19 червня 1994 (вік 27 років)    | Фрелунда              |
| 91 | Н    | Джордан Віл      | 1,78 м | 81 кг | 15 квітня 1992 (вік 29 років)    | Ак Барс (Казань)      |
| 96 | Н    | Джош Го-Сенг     | 1,83 м | 78 кг | 22 січня 1996 (вік 26 років)     | Торонто Мерліс        |

### Китай
Склад збірної оголошено 28 січня 2022 року.
Через відсутність власних кваліфікованих гравців, Китай мусив їх наймати за кордоном. Чоловіча збірна мала у своєму складі 11 канадців, 9 китайців, 3 американців і 1 росіянина.
Головний тренер:  Івано Занатта
| № | Поз. | Ім'я          | Зріст  | Вага  | Дата народження                 | Команда           |
| - | ---- | ------------- | ------ | ----- | ------------------------------- | ----------------- |
|   | В    | Пенфей Хань   | 1,81 м | 75 кг | 29 травня 1991 (вік 30 років)   | Куньлунь Ред Стар |
|   | В    | Періс О'Браєн | 1,91 м | 82 кг | 15 квітня 2000 (вік 21 рік)     | Куньлунь Ред Стар |
|   | В    | Джеремі Сміт  | 1,83 м | 79 кг | 13 квітня 1989 (вік 32 роки)    | Куньлунь Ред Стар |
|   | З    | Джейк Челіос  | 1,88 м | 84 кг | 8 березня 1991 (вік 30 років)   | Куньлунь Ред Стар |
|   | З    | Цзимен Чень   | 1,78 м | 81 кг | 26 червня 1997 (вік 24 роки)    | Куньлунь Ред Стар |
|   | З    | Джейсон Фрам  | 1,8 м  | 88 кг | 23 квітня 1995 (вік 26 років)   | Куньлунь Ред Стар |
|   | З    | Денис Осипов  | 1,83 м | 90 кг | 9 травня 1987 (вік 34 роки)     | Куньлунь Ред Стар |
|   | З    | Тай Шульц     | 1,85 м | 91 кг | 5 березня 1997 (вік 24 роки)    | Куньлунь Ред Стар |
|   | З    | Раян Спроул   | 1,93 м | 91 кг | 13 січня 1993 (вік 29 років)    | Куньлунь Ред Стар |
|   | З    | Жуйнань Янь   | 1,89 м | 90 кг | 25 січня 2001 (вік 21 рік)      | Куньлунь Ред Стар |
|   | З    | Зак Юйень     | 1,85 м | 89 кг | 3 березня 1993 (вік 28 років)   | Куньлунь Ред Стар |
|   | З    | Пенфей Чжан   | 1,77 м | 67 кг | 9 травня 1998 (вік 23 роки)     | Куньлунь Ред Стар |
|   | Н    | Паркер Фу     | 1,85 м | 78 кг | 12 вересня 1998 (вік 23 роки)   | Куньлунь Ред Стар |
|   | Н    | Спенсер Фу    | 1,83 м | 86 кг | 19 травня 1994 (вік 27 років)   | Куньлунь Ред Стар |
|   | Н    | Цзянін Гуо    | 1,77 м | 77 кг | 26 квітня 2000 (вік 21 рік)     | Куньлунь Ред Стар |
|   | Н    | Корі Кейн     | 1,87 м | 94 кг | 15 вересня 1990 (вік 31 рік)    | Куньлунь Ред Стар |
|   | Н    | Люк Локхарт   | 1,77 м | 87 кг | 1 листопада 1992 (вік 29 років) | Куньлунь Ред Стар |
|   | Н    | Ітан Верек    | 1,88 м | 91 кг | 7 червня 1991 (вік 30 років)    | Куньлунь Ред Стар |
|   | Н    | Тайлер Вон    | 1,75 м | 78 кг | 28 лютого 1996 (вік 25 років)   | Куньлунь Ред Стар |
|   | Н    | Сюйдун Сян    | 1,75 м | 72 кг | 24 серпня 1995 (вік 26 років)   | Куньлунь Ред Стар |
|   | Н    | Цзюньчен Ян   | 1,8 м  | 82 кг | 16 вересня 2000 (вік 21 рік)    | Куньлунь Ред Стар |
|   | Н    | Руді Їн       | 1,85 м | 77 кг | 16 серпня 1998 (вік 23 роки)    | Куньлунь Ред Стар |
|   | Н    | Брендон Їп    | 1,85 м | 88 кг | 25 квітня 1985 (вік 36 років)   | Куньлунь Ред Стар |
|   | Н    | Цзесень Чжан  | 1,76 м | 65 кг | 19 грудня 1996 (вік 25 років)   | Куньлунь Ред Стар |
|   | Н    | Пітер Чжун    | 1,8 м  | 79 кг | 30 липня 1998 (вік 23 роки)     | Куньлунь Ред Стар |

### Німеччина
Склад збірної оголошено 25 січня 2022 року.
Головний тренер:  Тоні Седергольм
| №  | Поз. | Ім'я                 | Зріст  | Вага   | Дата народження                  | Команда           |
| -- | ---- | -------------------- | ------ | ------ | -------------------------------- | ----------------- |
| 3  | З    | Домінік Біттнер      | 1,81 м | 76 кг  | 10 червня 1992 (вік 29 років)    | Вольфсбург        |
| 5  | З    | Корбініан Гольцер    | 1,90 м | 94 кг  | 16 лютого 1988 (вік 33 роки)     | Адлер Мангайм     |
| 8  | Н    | Тобіас Рідер         | 1,80 м | 82 кг  | 10 січня 1993 (вік 29 років)     | Векше Лейкерс     |
| 11 | З    | Марко Новак          | 1,89 м | 93 кг  | 23 липня 1990 (вік 31 рік)       | Дюссельдорф ЕГ    |
| 15 | Н    | Штефан Лойбль        | 1,86 м | 83 кг  | 24 червня 1996 (вік 25 років)    | Шеллефтео АІК     |
| 16 | З    | Конрад Абельтсгаузер | 1,95 м | 102 кг | 2 вересня 1992 (вік 29 років)    | Ред Булл          |
| 21 | Н    | Ніко Креммер         | 1,86 м | 94 кг  | 23 жовтня 1992 (вік 29 років)    | Адлер Мангайм     |
| 22 | Н    | Маттіас Плахта       | 1,88 м | 100 кг | 16 травня 1991 (вік 30 років)    | Адлер Мангайм     |
| 33 | В    | Денні аус ден Біркен | 1,86 м | 87 кг  | 15 лютого 1985 (вік 36 років)    | Ред Булл          |
| 34 | Н    | Том Кюнгакль         | 1,87 м | 89 кг  | 21 січня 1992 (вік 30 років)     | Шеллефтео АІК     |
| 35 | В    | Матіас Нідербергер   | 1,80 м | 80 кг  | 26 листопада 1992 (вік 29 років) | Айсберен Берлін   |
| 38 | З    | Фабіо Вагнер         | 1,82 м | 83 кг  | 17 вересня 1995 (вік 26 років)   | ЕРК Інгольштадт   |
| 41 | З    | Йонас Мюллер         | 1,83 м | 88 кг  | 19 листопада 1995 (вік 26 років) | Айсберен Берлін   |
| 42 | Н    | Ясін Егліз           | 1,80 м | 84 кг  | 30 грудня 1992 (вік 29 років)    | Ред Булл          |
| 50 | Н    | Патрік Гагер         | 1,78 м | 80 кг  | 8 вересня 1988 (вік 33 роки)     | Ред Булл          |
| 54 | Н    | Леан Бергманн        | 1,87 м | 93 кг  | 4 жовтня 1998 (вік 23 роки)      | Адлер Мангайм     |
| 72 | Н    | Домінік Кагун        | 1,80 м | 82 кг  | 2 липня 1995 (вік 26 років)      | Берн              |
| 83 | Н    | Леонгард Пфедерль    | 1,82 м | 87 кг  | 1 вересня 1993 (вік 28 років)    | Айсберен Берлін   |
| 85 | З    | Марсель Брандт       | 1,76 м | 80 кг  | 8 травня 1992 (вік 29 років)     | Штраубінг Тайгерс |
| 86 | Н    | Даніель Пітта        | 1,85 м | 93 кг  | 9 грудня 1986 (вік 35 років)     | ЕРК Інгольштадт   |
| 89 | Н    | Давід Вольф          | 1,89 м | 98 кг  | 15 вересня 1989 (вік 32 роки)    | Адлер Мангайм     |
| 90 | В    | Фелікс Брюкманн      | 1,81 м | 83 кг  | 16 грудня 1990 (вік 31 рік)      | Адлер Мангайм     |
| 91 | З    | Моріц Мюллер         | 1,87 м | 92 кг  | 19 листопада 1986 (вік 35 років) | Кельнер Гайє      |
| 92 | Н    | Марцель Небельс      | 1,92 м | 92 кг  | 14 березня 1992 (вік 29 років)   | Айсберен Берлін   |
| 95 | Н    | Фредерік Тіффельс    | 1,85 м | 91 кг  | 20 травня 1995 (вік 26 років)    | Ред Булл          |

### США
Склад збірної оголошено 13 січня 2022 року.
Head coach: Девід Квінн
| №  | Поз. | Ім'я            | Зріст  | Вага  | Дата народження                 | Команда                     |
| -- | ---- | --------------- | ------ | ----- | ------------------------------- | --------------------------- |
| 4  | З    | Дрю Геллесон    | 1,91 м | 86 кг | 26 березня 2001 (вік 20 років)  | Boston College Eagles       |
| 5  | З    | Девід Ворсофскі | 1,75 м | 78 кг | 30 травня 1990 (вік 31 рік)     | ЕРК Інгольштадт             |
| 6  | З    | Нік Пербікс     | 1,93 м | 91 кг | 15 червня 1998 (вік 23 роки)    | St. Cloud State Huskies     |
| 8  | З    | Джейк Сандерсон | 1,88 м | 84 кг | 8 липня 2002 (вік 19 років)     | North Dakota Fighting Hawks |
| 10 | Н    | Метті Бенірс    | 1,85 м | 79 кг | 5 листопада 2002 (вік 19 років) | Michigan Wolverines         |
| 11 | Н    | Кенні Агостіно  | 1,93 м | 92 кг | 30 квітня 1992 (вік 29 років)   | Торпедо (Нижній Новгород)   |
| 12 | Н    | Сем Гентґес     | 1,83 м | 79 кг | 26 липня 1999 (вік 22 роки)     | St. Cloud State Huskies     |
| 13 | Н    | Натан Сміт      | 1,85 м | 86 кг | 18 жовтня 1998 (вік 23 роки)    | Minnesota State Mavericks   |
| 14 | З    | Брок Фейбер     | 1,83 м | 86 кг | 22 серпня 2002 (вік 19 років)   | Minnesota Golden Gophers    |
| 16 | Н    | Нік Абруццезе   | 1,78 м | 79 кг | 4 червня 1999 (вік 22 роки)     | Harvard Crimson             |
| 19 | Н    | Брендан Бріссон | 1,83 м | 82 кг | 22 жовтня 2001 (вік 20 років)   | Michigan Wolverines         |
| 20 | З    | Стівен Кампфер  | 1,80 м | 89 кг | 24 вересня 1988 (вік 33 роки)   | Ак Барс                     |
| 21 | Н    | Браян О'Нілл    | 1,75 м | 79 кг | 1 червня 1988 (вік 33 роки)     | Йокеріт                     |
| 23 | З    | Браян Купер     | 1,78 м | 89 кг | 1 листопада 1993 (вік 28 років) | ІК Оскарсгамн               |
| 25 | Н    | Марк Маклафлін  | 1,83 м | 93 кг | 26 липня 1999 (вік 22 роки)     | Boston College Eagles       |
| 26 | Н    | Шон Фаррелл     | 1,75 м | 79 кг | 2 листопада 2001 (вік 20 років) | Harvard Crimson             |
| 27 | Н    | Ноа Кейтс       | 1,88 м | 85 кг | 5 лютого 1999 (вік 23 роки)     | Minnesota Duluth Bulldogs   |
| 35 | В    | Пет Неґл        | 1,91 м | 84 кг | 21 вересня 1987 (вік 34 роки)   | Lehigh Valley Phantoms      |
| 37 | Н    | Нік Шор         | 1,85 м | 88 кг | 26 вересня 1992 (вік 29 років)  | Сибір                       |
| 39 | Н    | Бен Меєрс       | 1,80 м | 88 кг | 15 листопада 1998 (вік 23 роки) | Minnesota Golden Gophers    |
| 42 | З    | Аарон Несс      | 1,78 м | 83 кг | 18 травня 1990 (вік 31 рік)     | Провіденс Брюїнс            |
| 51 | Н    | Енді М'єле      | 1,70 м | 77 кг | 15 квітня 1988 (вік 33 роки)    | Торпедо (Нижній Новгород)   |
| 29 | В    | Дрю Коммессо    | 1,88 м | 92 кг | 19 липня 2002 (вік 19 років)    | Boston University Terriers  |
| 31 | В    | Штраус Манн     | 1,83 м | 79 кг | 18 серпня 1998 (вік 23 роки)    | Шеллефтео АІК               |
| 89 | Н    | Меттью Ніс      | 1,91 м | 93 кг | 17 жовтня 2002 (вік 19 років)   | Minnesota Golden Gophers    |

## Група B

### Чехія
Склад збірної оголошено 13 січня 2022 року.
Головний тренер: Філіп Пешан
| №  | Поз. | Ім'я             | Зріст  | Вага  | Дата народження                 | Команда                  |
| -- | ---- | ---------------- | ------ | ----- | ------------------------------- | ------------------------ |
| 5  | З    | Якуб Єржабек     | 1,80 м | 88 кг | 12 травня 1991 (вік 30 років)   | Спартак Москва           |
| 9  | З    | Давід Скленічка  | 1,80 м | 82 кг | 8 вересня 1996 (вік 25 років)   | Йокеріт                  |
| 10 | Н    | Роман Червенка   | 1,82 м | 89 кг | 10 грудня 1985 (вік 36 років)   | Рапперсвіль-Йона Лейкерс |
| 17 | Н    | Владімір Соботка | 1,80 м | 89 кг | 2 липня 1987 (вік 34 роки)      | Спарта Прага             |
| 20 | Н    | Гинек Зогорна    | 1,88 м | 94 кг | 1 серпня 1990 (вік 31 рік)      | ІК Оскарсгамн            |
| 25 | Н    | Радан Ленц       | 1,80 м | 79 кг | 30 липня 1991 (вік 30 років)    | Амур                     |
| 26 | Н    | Міхал Ржепік     | 1,79 м | 86 кг | 31 грудня 1988 (вік 33 роки)    | Спарта Прага             |
| 30 | В    | Шимон Грубець    | 1,86 м | 83 кг | 30 червня 1991 (вік 30 років)   | Авангард                 |
| 31 | З    | Лукаш Клок       | 1,85 м | 85 кг | 7 червня 1995 (вік 26 років)    | Нафтохімік               |
| 35 | В    | Роман Вілл       | 1,80 м | 85 кг | 22 травня 1992 (вік 29 років)   | Трактор                  |
| 37 | В    | Патрік Бартошак  | 1,85 м | 90 кг | 29 березня 1993 (вік 28 років)  | Амур                     |
| 38 | Н    | Томаш Гика       | 1,80 м | 84 кг | 23 березня 1993 (вік 28 років)  | Трактор                  |
| 43 | Н    | Ян Коварж        | 1,81 м | 98 кг | 20 березня 1990 (вік 31 рік)    | Цуг                      |
| 44 | Н    | Матей Странський | 1,91 м | 93 кг | 11 липня 1993 (вік 28 років)    | Давос                    |
| 45 | Н    | Лукаш Седлак     | 1,82 м | 96 кг | 25 лютого 1993 (вік 28 років)   | Трактор                  |
| 46 | Н    | Давід Крейчі     | 1,83 м | 85 кг | 28 квітня 1986 (вік 35 років)   | HC Olomouc               |
| 52 | Н    | Міхаел Шпачек    | 1,80 м | 85 кг | 9 квітня 1997 (вік 24 роки)     | Фрелунда                 |
| 65 | З    | Войтех Мозік     | 1,90 м | 91 кг | 26 грудня 1992 (вік 29 років)   | Адмірал Владивосток      |
| 67 | Н    | Їржі Смейкал     | 1,89 м | 83 кг | 5 листопада 1996 (вік 25 років) | Lahti Pelicans           |
| 79 | Н    | Томаш Зогорна    | 1,85 м | 95 кг | 3 січня 1988 (вік 34 роки)      | ІК Оскарсгамн            |
| 84 | З    | Томаш Кундратек  | 1,87 м | 91 кг | 26 грудня 1989 (вік 32 роки)    | Оцеларжи                 |
| 88 | З    | Лібор Шулак      | 1,89 м | 86 кг | 4 березня 1994 (вік 27 років)   | Адмірал Владивосток      |
|    | З    | Рональд Кнот     | 1,93 м | 95 кг | 3 серпня 1994 (вік 27 років)    | Нафтохімік               |
|    | Н    | Міхаел Фролик    | 1,85 м | 86 кг | 17 лютого 1988 (вік 33 роки)    | Лозанна                  |

### Данія
Склад збірної оголошено 18 січня 2022 року.
Головний тренер: Гайнц Елерс
| №  | Поз. | Ім'я              | Зріст  | Вага   | Дата народження                  | Команда                 |
| -- | ---- | ----------------- | ------ | ------ | -------------------------------- | ----------------------- |
| 2  | З    | Філлір Бруггіссер | 1,83 м | 85 кг  | 7 серпня 1991 (вік 30 років)     | Фіштаун Пінгвінс        |
| 9  | Н    | Фредерік Сторм    | 1,80 м | 86 кг  | 20 лютого 1989 (вік 32 роки)     | ЕРК Інгольштадт         |
| 15 | З    | Матіас Лассен     | 1,82 м | 82 кг  | 15 березня 1996 (вік 25 років)   | Мальме                  |
| 16 | Н    | Маттіас Асперур   | 1,82 м | 84 кг  | 3 березня 1995 (вік 26 років)    | Герлев Іглс             |
| 17 | Н    | Ніклас Єнсен      | 1,91 м | 98 кг  | 6 березня 1993 (вік 28 років)    | Йокеріт                 |
| 22 | З    | Маркус Лаурідсен  | 1,86 м | 87 кг  | 28 лютого 1991 (вік 30 років)    | Мальме                  |
| 25 | З    | Олівер Лаурідсен  | 1,97 м | 93 кг  | 24 березня 1989 (вік 32 роки)    | Мальме                  |
| 28 | З    | Еміль Крістенсен  | 1,84 м | 81 кг  | 20 вересня 1992 (вік 29 років)   | Пустерталь              |
| 29 | Н    | Мортен Мадсен     | 1,90 м | 95 кг  | 16 січня 1987 (вік 35 років)     | Тімро                   |
| 32 | В    | Себастьян Дам     | 1,82 м | 83 кг  | 28 лютого 1987 (вік 34 роки)     | Клагенфурт              |
| 33 | Н    | Юліан Якобсен     | 1,84 м | 87 кг  | 11 квітня 1987 (вік 34 роки)     | Ольборг Пайретс         |
| 38 | Н    | Мортен Поульсен   | 1,86 м | 95 кг  | 9 вересня 1988 (вік 33 роки)     | Гернінг Блю-Фокс        |
| 40 | Н    | Єспер Єнсен       | 1,83 м | 80 кг  | 5 лютого 1987 (вік 35 років)     | Фредеріксгавн Вайт Гокс |
| 41 | З    | Єспер Єнсен Аабо  | 1,83 м | 93 кг  | 30 липня 1991 (вік 30 років)     | Крефельд                |
| 47 | З    | Олівер Ларсен     | 1,85 м | 94 кг  | 25 грудня 1998 (вік 23 роки)     | Юкуріт                  |
| 48 | З    | Ніколас Єнсен     | 1,89 м | 102 кг | 8 квітня 1989 (вік 32 роки)      | Айсберен Берлін         |
| 50 | Н    | Матіас Бау Гансен | 2,00 м | 108 кг | 3 липня 1993 (вік 28 років)      | Гернінг Блю-Фокс        |
| 51 | Н    | Франс Нільсен     | 1,85 м | 82 кг  | 24 квітня 1984 (вік 37 років)    | Айсберен Берлін         |
| 63 | Н    | Патрік Рассел     | 1,85 м | 93 кг  | 4 січня 1993 (вік 29 років)      | Лінчепінг               |
| 72 | Н    | Ніколай Маєр      | 1,79 м | 82 кг  | 21 липня 1993 (вік 28 років)     | Відень Кепіталс         |
| 89 | Н    | Міккель Бедкер    | 1,82 м | 95 кг  | 16 грудня 1989 (вік 32 роки)     | Лугано                  |
| 93 | Н    | Петер Регін       | 1,88 м | 93 кг  | 16 квітня 1986 (вік 35 років)    | Амбрі-Піотта            |
| 95 | Н    | Нік Олесен        | 1,85 м | 84 кг  | 14 листопада 1995 (вік 26 років) | Брюнес                  |
|    | В    | Патрік Гальбрайт  | 1,83 м | 81 кг  | 11 березня 1986 (вік 35 років)   | Сеннер'юск Айсхокей     |
|    | В    | Фредерік Діхов    | 1,95 м | 87 кг  | 1 березня 2001 (вік 20 років)    | Крістіанстад            |

### ОКР
Склад збірної оголошено 23 січня 2022 року.
Головний тренер: Олексій Жамнов
| №  | Поз. | Ім'я               | Зріст  | Вага   | Дата народження                  | Команда                |
| -- | ---- | ------------------ | ------ | ------ | -------------------------------- | ---------------------- |
| 4  | З    | Олександр Єлесін   | 1,81 м | 87 кг  | 7 лютого 1996 (вік 26 років)     | Локомотив Ярославль    |
| 7  | З    | Сергій Телегін     | 1,81 м | 78 кг  | 21 вересня 2000 (вік 21 рік)     | Трактор                |
| 10 | Н    | Дмитро Воронков    | 1,92 м | 86 кг  | 10 вересня 2000 (вік 21 рік)     | Ак Барс                |
| 11 | Н    | Сергій Андронов    | 1,89 м | 94 кг  | 19 липня 1989 (вік 32 роки)      | ЦСКА Москва            |
| 15 | Н    | Павло Карнаухов    | 1,90 м | 96 кг  | 15 березня 1997 (вік 24 роки)    | ЦСКА Москва            |
| 16 | Н    | Сергій Плотников   | 1,87 м | 93 кг  | 3 червня 1990 (вік 31 рік)       | ЦСКА Москва            |
| 22 | Н    | Станіслав Галієв   | 1,88 м | 82 кг  | 17 січня 1992 (вік 30 років)     | Динамо Москва          |
| 24 | Н    | Артур Каюмов       | 1,81 м | 82 кг  | 14 лютого 1998 (вік 23 роки)     | Локомотив Ярославль    |
| 25 | Н    | Михайло Григоренко | 1,90 м | 97 кг  | 16 травня 1994 (вік 27 років)    | ЦСКА Москва            |
| 27 | З    | В'ячеслав Войнов   | 1,82 м | 87 кг  | 15 січня 1990 (вік 32 роки)      | Динамо Москва          |
| 28 | В    | Іван Федотов       | 2,00 м | 94 кг  | 28 листопада 1996 (вік 25 років) | ЦСКА Москва            |
| 31 | В    | Олександр Самонов  | 1,82 м | 76 кг  | 23 серпня 1995 (вік 26 років)    | СКА                    |
| 43 | З    | Дамір Шаріпзянов   | 1,88 м | 94 кг  | 17 лютого 1996 (вік 25 років)    | Авангард               |
| 44 | З    | Єгор Яковлєв       | 1,80 м | 86 кг  | 17 вересня 1991 (вік 30 років)   | Металург Магнітогорськ |
| 55 | Н    | Володимир Ткачов   | 1,83 м | 95 кг  | 5 жовтня 1993 (вік 28 років)     | Трактор                |
| 57 | З    | Олександр Нікішин  | 1,93 м | 98 кг  | 2 жовтня 2001 (вік 20 років)     | Спартак Москва         |
| 58 | Н    | Антон Слєпишев     | 1,88 м | 99 кг  | 13 травня 1994 (вік 27 років)    | ЦСКА Москва            |
| 72 | З    | Артем Мінулін      | 1,90 м | 87 кг  | 1 жовтня 1998 (вік 23 роки)      | Металург Магнітогорськ |
| 76 | Н    | Андрій Чибісов     | 1,92 м | 103 кг | 26 лютого 1993 (вік 28 років)    | Металург Магнітогорськ |
| 81 | Н    | Арсен Грицюк       | 1,82 м | 84 кг  | 15 березня 2001 (вік 20 років)   | Авангард               |
| 82 | В    | Тимур Білялов      | 1,79 м | 79 кг  | 28 березня 1995 (вік 26 років)   | Ак Барс                |
| 87 | Н    | Вадим Шипачов      | 1,84 м | 86 кг  | 12 березня 1987 (вік 34 роки)    | Динамо Москва          |
| 89 | З    | Микита Нестеров    | 1,83 м | 91 кг  | 28 березня 1993 (вік 28 років)   | ЦСКА Москва            |
| 94 | Н    | Кирило Семенов     | 1,85 м | 80 кг  | 27 жовтня 1994 (вік 27 років)    | Авангард               |
| 97 | Н    | Микита Гусєв       | 1,75 м | 74 кг  | 8 липня 1992 (вік 29 років)      | СКА                    |

### Швейцарія
Склад збірної оголошено 18 січня 2022 року.
Головний тренер: Патрік Фішер
| №  | Поз. | Ім'я                   | Зріст  | Вага  | Дата народження                  | Команда         |
| -- | ---- | ---------------------- | ------ | ----- | -------------------------------- | --------------- |
| 36 | В    | Йорен ван Поттельберге | 1,91 м | 85 кг | 5 червня 1997 (вік 24 роки)      | Біль            |
| 2  | З    | Сантері Алатало        | 1,80 м | 80 кг | 9 травня 1990 (вік 31 рік)       | Лугано          |
| 6  | З    | Яннік Вебер            | 1,81 м | 91 кг | 23 вересня 1988 (вік 33 роки)    | ЦСК Лайонс      |
| 10 | Н    | Андрес Амбюль          | 1,76 м | 86 кг | 14 вересня 1983 (вік 38 років)   | Давос           |
| 15 | Н    | Грегорі Гофманн        | 1,82 м | 91 кг | 13 листопада 1992 (вік 29 років) | Цуг             |
| 16 | З    | Рафаель Діас           | 1,81 м | 89 кг | 9 січня 1986 (вік 36 років)      | Фрібур-Готтерон |
| 20 | В    | Рето Берра             | 1,94 м | 99 кг | 3 січня 1987 (вік 35 років)      | Фрібур-Готтерон |
| 25 | З    | Мірко Мюллер           | 1,91 м | 95 кг | 21 березня 1995 (вік 26 років)   | Лугано          |
| 45 | З    | Міхаель Фора           | 1,92 м | 98 кг | 30 жовтня 1995 (вік 26 років)    | Амбрі-Піотта    |
| 54 | З    | Крістіан Марті         | 1,91 м | 97 кг | 29 березня 1993 (вік 28 років)   | ЦСК Лайонс      |
| 55 | З    | Ромен Леффель          | 1,78 м | 85 кг | 10 березня 1991 (вік 30 років)   | Лугано          |
| 58 | Н    | Даріо Сіміон           | 1,90 м | 87 кг | 22 травня 1994 (вік 27 років)    | Цуг             |
| 61 | Н    | Фабріс Герцог          | 1,89 м | 89 кг | 9 грудня 1994 (вік 27 років)     | Цуг             |
| 62 | Н    | Денис Мальгін          | 1,75 м | 80 кг | 18 січня 1997 (вік 25 років)     | ЦСК Лайонс      |
| 63 | В    | Леонардо Дженоні       | 1,82 м | 87 кг | 28 серпня 1987 (вік 34 роки)     | Цуг             |
| 65 | З    | Рамон Унтерзандер      | 1,84 м | 87 кг | 21 січня 1991 (вік 31 рік)       | Берн            |
| 70 | Н    | Деніс Голленштайн      | 1,83 м | 88 кг | 15 жовтня 1989 (вік 32 роки)     | ЦСК Лайонс      |
| 71 | Н    | Енцо Корві             | 1,83 м | 86 кг | 23 грудня 1992 (вік 29 років)    | Давос           |
| 82 | Н    | Сімон Мозер            | 1,87 м | 97 кг | 10 березня 1989 (вік 32 роки)    | Берн            |
| 83 | Н    | Йоель Вермін           | 1,80 м | 87 кг | 5 лютого 1992 (вік 30 років)     | Женева-Серветт  |
| 85 | Н    | Свен Андрігетто        | 1,78 м | 85 кг | 21 березня 1993 (вік 28 років)   | ЦСК Лайонс      |
| 88 | Н    | Крістоф Берчі          | 1,78 м | 84 кг | 5 квітня 1994 (вік 27 років)     | Лозанна         |
| 92 | Н    | Гаетан Гаас            | 1,83 м | 82 кг | 31 січня 1992 (вік 30 років)     | Біль            |
| 87 | Н    | Кілліан Мотте          | 1,77 м | 76 кг | 15 січня 1991 (вік 31 рік)       | Фрібур-Готтерон |
| 11 | Н    | Свен Сентелер          | 1,85 м | 90 кг | 11 серпня 1992 (вік 29 років)    | Цуг             |

## Група C

### Фінляндія
Склад збірної оголошено 20 січня 2022 року.
Головний тренер: Юкка Ялонен
| №  | Поз. | Ім'я                | Зріст  | Вага   | Дата народження                | Команда                |
| -- | ---- | ------------------- | ------ | ------ | ------------------------------ | ---------------------- |
| 45 | В    | Юго Олкінуора       | 1,88 м | 91 кг  | 4 листопада 1990 (вік 31 рік)  | Металург Магнітогорськ |
| 29 | В    | Харрі Сятері        | 1,85 м | 93 кг  | 29 грудня 1989 (вік 32 роки)   | Сибір                  |
| 35 | В    | Франс Туогімаа      | 1,88 м | 87 кг  | 19 серпня 1991 (вік 30 років)  | Нафтохімік             |
| 3  | З    | Ніклас Фріман       | 1,88 м | 88 кг  | 30 серпня 1993 (вік 28 років)  | Йокеріт                |
| 38 | З    | Юусо Хієтанен       | 1,8 м  | 85 кг  | 14 червня 1985 (вік 36 років)  | Амбрі-Піотта           |
| 13 | З    | Валттері Кеміляйнен | 1,83 м | 89 кг  | 16 грудня 1991 (вік 30 років)  | Витязь (Подольськ)     |
| 40 | З    | Петтері Ліндбом     | 1,88 м | 89 кг  | 23 вересня 1993 (вік 28 років) | Йокеріт                |
| 4  | З    | Мікко Легтонен      | 1,83 м | 88 кг  | 16 січня 1994 (вік 28 років)   | СКА                    |
| 55 | З    | Атте Охтамаа        | 1,88 м | 92 кг  | 6 листопада 1987 (вік 34 роки) | Кярпят                 |
| 2  | З    | Вілле Покка         | 1,83 м | 85 кг  | 3 червня 1994 (вік 27 років)   | Авангард               |
| 42 | З    | Самі Ватанен        | 1,78 м | 84 кг  | 3 червня 1991 (вік 30 років)   | Женева-Серветт         |
| 15 | Н    | Міро Аалтонен       | 1,83 м | 80 кг  | 7 червня 1993 (вік 28 років)   | Витязь (Подольськ)     |
| 12 | Н    | Марко Анттіла       | 2,03 м | 104 кг | 27 травня 1985 (вік 36 років)  | Йокеріт                |
| 24 | Н    | Ганнес Б'єрнінен    | 1,85 м | 85 кг  | 19 жовтня 1995 (вік 26 років)  | Йокеріт                |
| 51 | Н    | Валттері Фільппула  | 1,83 м | 84 кг  | 20 березня 1984 (вік 37 років) | Женева-Серветт         |
| 60 | Н    | Маркус Ґранлунд     | 1,83 м | 83 кг  | 16 квітня 1993 (вік 28 років)  | Салават Юлаєв          |
| 70 | Н    | Теему Хартікайнен   | 1,85 м | 100 кг | 3 травня 1990 (вік 31 рік)     | Салават Юлаєв          |
| 23 | Н    | Йоонас Кемппайнен   | 1,88 м | 100 кг | 7 квітня 1988 (вік 33 роки)    | СКА                    |
| 71 | Н    | Лео Комаров         | 1,8 м  | 95 кг  | 23 січня 1987 (вік 35 років)   | СКА                    |
| 80 | Н    | Саку Мяеналанен     | 1,93 м | 87 кг  | 24 травня 1994 (вік 27 років)  | Кярпят                 |
| 65 | Н    | Сакарі Маннінен     | 1,7 м  | 71 кг  | 10 лютого 1992 (вік 29 років)  | Салават Юлаєв          |
| 20 | Н    | Ніко Оямякі         | 1,8 м  | 83 кг  | 17 червня 1995 (вік 26 років)  | Витязь (Подольськ)     |
| 81 | Н    | Ійро Пакарінен      | 1,85 м | 98 кг  | 25 серпня 1991 (вік 30 років)  | Йокеріт                |
| 82 | Н    | Гаррі Песонен       | 1,83 м | 91 кг  | 6 серпня 1988 (вік 33 роки)    | Лангнау Тайгерс        |
| 25 | Н    | Тоні Раяла          | 1,78 м | 76 кг  | 29 березня 1991 (вік 30 років) | Біль                   |

### Латвія
Склад збірної оголошено 24 січня 2022 року.
Головний тренер: Харійс Вітоліньш
| № | Поз. | Ім'я                | Зріст  | Вага   | Дата народження               | Команда             |
| - | ---- | ------------------- | ------ | ------ | ----------------------------- | ------------------- |
|   | В    | Крістерс Гудлевскіс | 1,93 м | 89 кг  | 31 липня 1992 (вік 29 років)  | Брюнес              |
|   | В    | Яніс Калниньш       | 1,83 м | 87 кг  | 13 грудня 1991 (вік 30 років) | Векше Лейкерс       |
|   | В    | Іварс Пунненовс     | 1,85 м | 85 кг  | 30 травня 1994 (вік 27 років) | Лангнау Тайгерс     |
|   | З    | Увіс Яніс Балінскіс | 1,78 м | 76 кг  | 1 серпня 1996 (вік 25 років)  | HC Verva Litvínov   |
|   | З    | Оскарс Цибульскіс   | 1,88 м | 86 кг  | 9 квітня 1988 (вік 33 роки)   | Динамо (Рига)       |
|   | З    | Карліс Чуксте       | 1,93 м | 100 кг | 17 червня 1997 (вік 24 роки)  | Динамо (Рига)       |
|   | З    | Ральфс Фрейбергс    | 1,80 м | 87 кг  | 17 травня 1991 (вік 30 років) | Динамо (Рига)       |
|   | З    | Яніс Якс            | 1,85 м | 86 кг  | 22 серпня 1995 (вік 26 років) | Сочі                |
|   | З    | Артурс Кулда        | 1,88 м | 98 кг  | 25 липня 1988 (вік 33 роки)   | Крефельд            |
|   | З    | Патрікс Озолс       | 1,80 м | 84 кг  | 2 лютого 2001 (вік 21 рік)    | Динамо (Рига)       |
|   | З    | Крістапс Зіле       | 1,85 м | 85 кг  | 24 грудня 1997 (вік 24 роки)  | Динамо (Рига)       |
|   | Н    | Родріго Аболс       | 1,93 м | 85 кг  | 5 січня 1996 (вік 26 років)   | Еребру              |
|   | Н    | Оскарс Батня        | 1,95 м | 100 кг | 7 травня 1995 (вік 26 років)  | Юкуріт              |
|   | Н    | Ріхардс Букартс     | 1,78 м | 84 кг  | 31 грудня 1995 (вік 26 років) | Адмірал Владивосток |
|   | Н    | Лауріс Дарзіньш     | 1,91 м | 91 кг  | 28 січня 1985 (вік 37 років)  | Динамо (Рига)       |
|   | Н    | Каспарс Даугавіньш  | 1,83 м | 100 кг | 18 травня 1988 (вік 33 роки)  | Берн                |
|   | Н    | Андріс Джеріньш     | 1,85 м | 87 кг  | 14 лютого 1988 (вік 33 роки)  | Блек Вінгз Лінц     |
|   | Н    | Мартіньш Дзієркалс  | 1,83 м | 84 кг  | 4 квітня 1997 (вік 24 роки)   | HC Škoda Plzeň      |
|   | Н    | Мікс Індрашіс       | 1,91 м | 85 кг  | 30 вересня 1990 (вік 31 рік)  | Адмірал Владивосток |
|   | Н    | Ніколайс Єлісєєвс   | 1,80 м | 86 кг  | 7 липня 1994 (вік 27 років)   | Динамо (Рига)       |
|   | Н    | Мартіньш Карсумс    | 1,78 м | 98 кг  | 26 лютого 1986 (вік 35 років) | Динамо (Рига)       |
|   | Н    | Ренарс Крастенбергс | 1,83 м | 84 кг  | 26 грудня 1998 (вік 23 роки)  | Філлах              |
|   | Н    | Роналдс Кєниньш     | 1,83 м | 91 кг  | 28 лютого 1991 (вік 30 років) | Лозанна             |
|   | Н    | Гінтс Мейя          | 1,85 м | 80 кг  | 4 вересня 1987 (вік 34 роки)  | Динамо (Рига)       |
|   | Н    | Деніс Смірновс      | 1,78 м | 82 кг  | 7 березня 1999 (вік 22 роки)  | Женева-Серветт      |

### Словаччина
Склад збірної оголошено 18 січня 2022 року.
Головний тренер:  Крейг Ремзі
| №  | Поз. | Ім'я                | Зріст  | Вага   | Дата народження                  | Команда                   |
| -- | ---- | ------------------- | ------ | ------ | -------------------------------- | ------------------------- |
| 5  | З    | Шимон Немець        | 1,83 м | 85 кг  | 15 лютого 2004 (вік 17 років)    | Нітра                     |
| 7  | З    | Маріо Грман         | 1,85 м | 92 кг  | 11 квітня 1997 (вік 24 роки)     | ГПК                       |
| 11 | Н    | Петер Зузін         | 1,82 м | 81 кг  | 4 вересня 1990 (вік 31 рік)      | Зволен                    |
| 12 | Н    | Мілош Келемен       | 1,88 м | 96 кг  | 6 липня 1999 (вік 22 роки)       | Mladá Boleslav            |
| 13 | Н    | Міхао Кріштоф       | 1,75 м | 74 кг  | 11 жовтня 1993 (вік 28 років)    | Комета                    |
| 14 | З    | Петер Черешняк      | 1,91 м | 95 кг  | 26 січня 1993 (вік 29 років)     | HC Plzeň                  |
| 22 | З    | Самуель Княжко      | 1,86 м | 87 кг  | 7 серпня 2002 (вік 19 років)     | Seattle Thunderbirds      |
| 27 | Н    | Марек Гривик        | 1,85 м | 93 кг  | 28 серпня 1991 (вік 30 років)    | Торпедо (Нижній Новгород) |
| 28 | З    | Мартін Гернат       | 1,93 м | 94 кг  | 11 квітня 1993 (вік 28 років)    | Лозанна                   |
| 33 | В    | Патрік Рибар        | 1,90 м | 86 кг  | 9 листопада 1993 (вік 28 років)  | Динамо Мінськ             |
| 34 | Н    | Петер Цегларик      | 1,88 м | 93 кг  | 2 серпня 1995 (вік 26 років)     | Авангард                  |
| 40 | Н    | Мілош Роман         | 1,81 м | 87 кг  | 6 листопада 1999 (вік 22 роки)   | Оцеларжи (Тржинець)       |
| 42 | В    | Браніслав Конрад    | 1,88 м | 88 кг  | 10 жовтня 1987 (вік 34 роки)     | HC Olomouc                |
| 49 | Н    | Самуель Такач       | 1,84 м | 92 кг  | 3 грудня 1991 (вік 30 років)     | Слован Братислава         |
| 52 | З    | Мартін Маринчин     | 1,92 м | 95 кг  | 18 лютого 1992 (вік 29 років)    | Оцеларжи (Тржинець)       |
| 56 | Н    | Марко Даньо         | 1,82 м | 96 кг  | 30 листопада 1994 (вік 27 років) | Оцеларжи (Тржинець)       |
| 60 | Н    | Юрай Слафковський   | 1,92 м | 99 кг  | 30 березня 2004 (вік 17 років)   | ТПС                       |
| 65 | З    | Міхал Чайковський   | 1,92 м | 105 кг | 6 травня 1992 (вік 29 років)     | Сибір                     |
| 71 | З    | Марек Дялога        | 1,93 м | 90 кг  | 10 березня 1989 (вік 32 роки)    | Комета                    |
| 79 | Н    | Лібор Гудачек       | 1,77 м | 80 кг  | 7 вересня 1990 (вік 31 рік)      | Динамо Мінськ             |
| 87 | Н    | Павол Регенда       | 1,92 м | 93 кг  | 7 грудня 1999 (вік 22 роки)      | HK Dukla Michalovce       |
| 88 | Н    | Крістіан Поспішил   | 1,87 м | 88 кг  | 22 квітня 1996 (вік 25 років)    | Давос                     |
| 89 | Н    | Адріан Голешинський | 1,82 м | 85 кг  | 11 лютого 1996 (вік 25 років)    | Нітра                     |
|    | В    | Матей Томек         | 1,91 м | 82 кг  | 24 травня 1997 (вік 24 роки)     | Комета                    |
|    | Н    | Томаш Юрчо          | 1,88 м | 85 кг  | 28 грудня 1992 (вік 29 років)    | Барис                     |

### Швеція
Склад збірної оголошено 21 січня 2022 року.
Головний тренер: Юган Гарпенлеф
| №  | Поз. | Ім'я             | Зріст  | Вага  | Дата народження                  | Команда                   |
| -- | ---- | ---------------- | ------ | ----- | -------------------------------- | ------------------------- |
| 2  | З    | Крістіан Фолін   | 1,91 м | 93 кг | 9 лютого 1991 (вік 31 рік)       | Фрелунда                  |
| 5  | З    | Оскар Фантенберг | 1,84 м | 93 кг | 7 жовтня 1991 (вік 30 років)     | СКА                       |
| 7  | З    | Генрік Теммернес | 1,86 м | 84 кг | 28 серпня 1990 (вік 31 рік)      | Женева-Серветт            |
| 8  | Н    | Фредрік Олофссон | 1,86 м | 84 кг | 27 травня 1996 (вік 25 років)    | ІК Оскарсгамн             |
| 12 | Н    | Макс Фріберг     | 1,80 м | 88 кг | 20 листопада 1992 (вік 29 років) | Фрелунда                  |
| 15 | Н    | Густав Рудаль    | 1,91 м | 91 кг | 11 вересня 1994 (вік 27 років)   | Фер'єстад                 |
| 16 | Н    | Маркус Крюгер    | 1,83 м | 81 кг | 27 травня 1990 (вік 31 рік)      | ЦСК Лайонс                |
| 18 | Н    | Денніс Евенберг  | 1,93 м | 95 кг | 31 грудня 1991 (вік 30 років)    | Регле                     |
| 19 | Н    | Понтус Гольмберг | 1,80 м | 81 кг | 9 березня 1999 (вік 22 роки)     | Векше Лейкерс             |
| 23 | Н    | Лукас Валльмарк  | 1,83 м | 81 кг | 5 вересня 1995 (вік 26 років)    | ЦСКА Москва               |
| 27 | Н    | Юакім Нордстрем  | 1,85 м | 88 кг | 25 лютого 1992 (вік 29 років)    | ЦСКА Москва               |
| 31 | В    | Ларс Юганссон    | 1,85 м | 90 кг | 11 липня 1987 (вік 34 роки)      | СКА                       |
| 32 | З    | Лукас Бенгтссон  | 1,78 м | 82 кг | 14 квітня 1994 (вік 27 років)    | Динамо Мінськ             |
| 33 | З    | Лінус Гультстрем | 1,79 м | 89 кг | 9 грудня 1992 (вік 29 років)     | Металург Магнітогорськ    |
| 34 | Н    | Даніель Бродін   | 1,86 м | 85 кг | 9 лютого 1990 (вік 32 роки)      | Фрібур-Готтерон           |
| 35 | В    | Магнус Гелльберг | 1,97 м | 95 кг | 4 квітня 1991 (вік 30 років)     | Сочі                      |
| 39 | В    | Адам Рейдеборн   | 1,84 м | 81 кг | 18 січня 1992 (вік 30 років)     | ЦСКА Москва               |
| 48 | Н    | Карл Клінгберг   | 1,90 м | 98 кг | 28 січня 1991 (вік 31 рік)       | Цуг                       |
| 52 | З    | Філіп Гольм      | 1,86 м | 86 кг | 8 грудня 1991 (вік 30 років)     | Йокеріт                   |
| 58 | Н    | Антон Ландер     | 1,82 м | 87 кг | 24 квітня 1991 (вік 30 років)    | Цуг                       |
| 59 | Н    | Лінус Юганссон   | 1,90 м | 90 кг | 30 листопада 1992 (вік 29 років) | Фер'єстад                 |
| 64 | З    | Юнатан Пудас     | 1,79 м | 79 кг | 26 квітня 1993 (вік 28 років)    | Шеллефтео АІК             |
| 81 | З    | Теодор Леннстрем | 1,86 м | 86 кг | 8 серпня 1994 (вік 27 років)     | Торпедо (Нижній Новгород) |
| 86 | Н    | Матіас Бруме     | 1,82 м | 83 кг | 29 липня 1994 (вік 27 років)     | Давос                     |
| 95 | Н    | Якоб де ла Росе  | 1,89 м | 95 кг | 20 травня 1995 (вік 26 років)    | Фер'єстад                 |